# Place des Unterlinden
La place des Unterlinden, est un lieu public de la ville de Colmar, en France.

## Situation et accès
Cette place publique est située dans le quartier centre.
On y accède par les rues Kléber, du Rempart, des Unterlinden, des Têtes, de l'Eau, le quai de la Sinn, le cours Sainte-Anne et la place des Martyrs-de-la-Résistance.
Cette place n'est pas desservie par les bus de la TRACE.

## Origine du nom
La place doit son nom à la présence de l'ancien couvent des Unterlinden.